# Pico El Rematadero
El Pico El Rematadero (9°04′45″N 70°48′22″O / 9.0793, -70.8062) es una formación de montaña ubicada en el extremo norte de la Parque nacional Sierra de La Culata en el Estado Mérida, Venezuela. A una altitud de 3.836 m s. n. m. el Pico El Rematadero es una de las montañas más altas en Venezuela. Constituye parte del límite norte del Estado Mérida con el vecino estado Trujillo.

## Ubicación
El Pico El Rematadero se encuentra en el parque nacional Sierra de La Culata en el límite norte de Mérida con el Estado Trujillo. Su arista se continúa hacia el sur con el Pico El Perol. En su base se encuentra la Laguna La Gata. Más al norte está el extremo sur del Páramo Las Siete Lagunas, en el Estado Trujillo. Al este el Pico San Pedro y al noroeste la Fila Los Venados. El acceso se obtiene con más facilidad por el estado Trujillo, la carretera que lleva desde el Páramo de las Torres a La Lagunita.